# Tanypus bilineata
Tanypus bilineata är en tvåvingeart som först beskrevs av Johann Wilhelm Meigen 1838.  Tanypus bilineata ingår i släktet Tanypus och familjen fjädermyggor.
Artens utbredningsområde är Tyskland. Inga underarter finns listade i Catalogue of Life.